# المجلس المدني في سنغافورة
كان مجلس مدينة سنغافورة أو اللجنة البلدية لسنغافورة قبل عام 1951، هو المجلس الإداري لمدينة سنغافورة المسؤول عن توفير المياه والكهرباء والغاز والطرق والجسور وإنارة الشوارع.[1] تم حلها في عام 1959 عندما أصبحت سنغافورة تتمتع بالحكم الذاتي ثم ألغيت بعد استقلال سنغافورة عن ماليزيا في عام 1965. تم انتخاب أول مجلس منتخب بالكامل في عام 1957، تلاه انتخابات فرعية في عام 1958. قبل عام 1957 كان الامتياز محدودًا وكان هناك أعضاء معينين.
ووقعت اتفاقية مياه نهري تيبراو وسكوداي واتفاقية مياه نهر جوهور مع حكومة ولاية جوهور في مالايا في عامي 1961 و 1962.[2]

## تاريخيّاً
كمستعمرة بريطانية، تم منح سنغافورة وضع المدينة بموجب ميثاق ملكي من الملك جورج السادس في عام 1951، عندما كانت سنغافورة في ذلك الوقت مستعمرة التاج للمملكة المتحدة. لذلك تم تغيير اسم المجلس البلدي الأصلي إلى مجلس المدينة، وتم تغيير اسم مبنى البلدية إلى City Hall. في عام 1965، عند طرد سنغافورة من ماليزيا، نص قانون استقلال جمهورية سنغافورة لعام 1965 على البند التالي:
"يجوز للرئيس، بأمر، إجراء مثل هذه التعديلات في أي قانون مكتوب كما يبدو له أنه ضروري أو مناسب نتيجة لإلغاء مجلس المدينة والمجلس الريفي وتولي الحكومة سلطات السلطات المحلية."
البند فوّض الرئيس لإلغاء مجلس المدينة والمجلس الريفي، مع سلطات السلطات المحلية التي تتولاها الحكومة. تم إلغاء مجلس مدينة سنغافورة والمجلس الريفي لسنغافورة في عام 1965. وكان أونج إنج جوان أول عمدة منتخب لسنغافورة في عام 1957 واستمر في إدارة مجلس المدينة من كانون الأوّل 1957 حتى نيسان 1959.

## الإنتخابات
قبل انتخابات مجلس المدينة لعام 1957، كان الامتياز محدودًا وتم تعيين المجلس للحزب. من عام 1949 إلى عام 1953 كان هناك 6 مقاعد في المجلس:
- 1949 (4 نيسان)
- 1949 (7 تشرين الثاني)
- 1950 (2 كانون الأوّل)
- 1951 (1 كانون الأوّل)
- 1952 (6 كانون الأوّل)
- 1953 (5 كانون الأوّل)

بعد عام 1953، انتهت الانتخابات السنوية واستغرقت فترة المجلس 4 سنوات. ألغت انتخابات 1957 و 1958 جميع المقاعد المعينة في المجلس. ارتفع عدد المقاعد إلى 32 في آخر انتخابين قبل إلغاء المجلس عام 1959.